# A la busca del más allá
 (avril 2015).
A la busca del más allá est une œuvre musicale composée par Joaquin Rodrigo en 1976.
Lorsque, quelques années plus tard, le Houston Symphony a demandé à Rodrigo de composer une œuvre pour le bicentenaire américain de 1976, il a décidé de composer A la busca del más allá, un poème symphonique inspiré par la pensée de l'exploration spatiale[réf. nécessaire].
Basses de bourdonnement longues et orchestration[pas clair] suggèrent l'immensité et le vide de l'espace. 
L'astronaute américain Michael López-Alegría a emporté avec lui le CD de Joaquin Rodrigo, comportant « a la busca del más allá » lors du voyage sur la navette Endeavour, en 2002, jusqu'à la Station spatiale internationale.
Les instruments utilisés sont deux flûtes, deux hautbois, un cor anglais, deux clarinettes, deux bassons, quatre cors, trois trompettes, trois trombones, un tuba, des timbales, des percussions, une harpe, un célesta, et des instruments à cordes. L'œuvre dure un peu moins de 15 minutes.
Joaquin Rodrigo a dit que le long rouleau sur cymbale qui ouvre et ferme l'œuvre a été conçu pour évoquer chez l'auditeur un sentiment de mystère associé au lointain. Il a également ajouté que la flûte introduit au début des « apparitions mélodiques »[réf. nécessaire]. 
Joaquin Rodrigo utilise des sons qui durent longtemps : la harpe, le xylophone et, surtout, le célesta, un instrument de musique de la famille des percussions, muni d'un clavier, et qui produit un son aigu,[source insuffisante].